# Autobus rail-route
Ne doit pas être confondu avec Autobus sur rails.

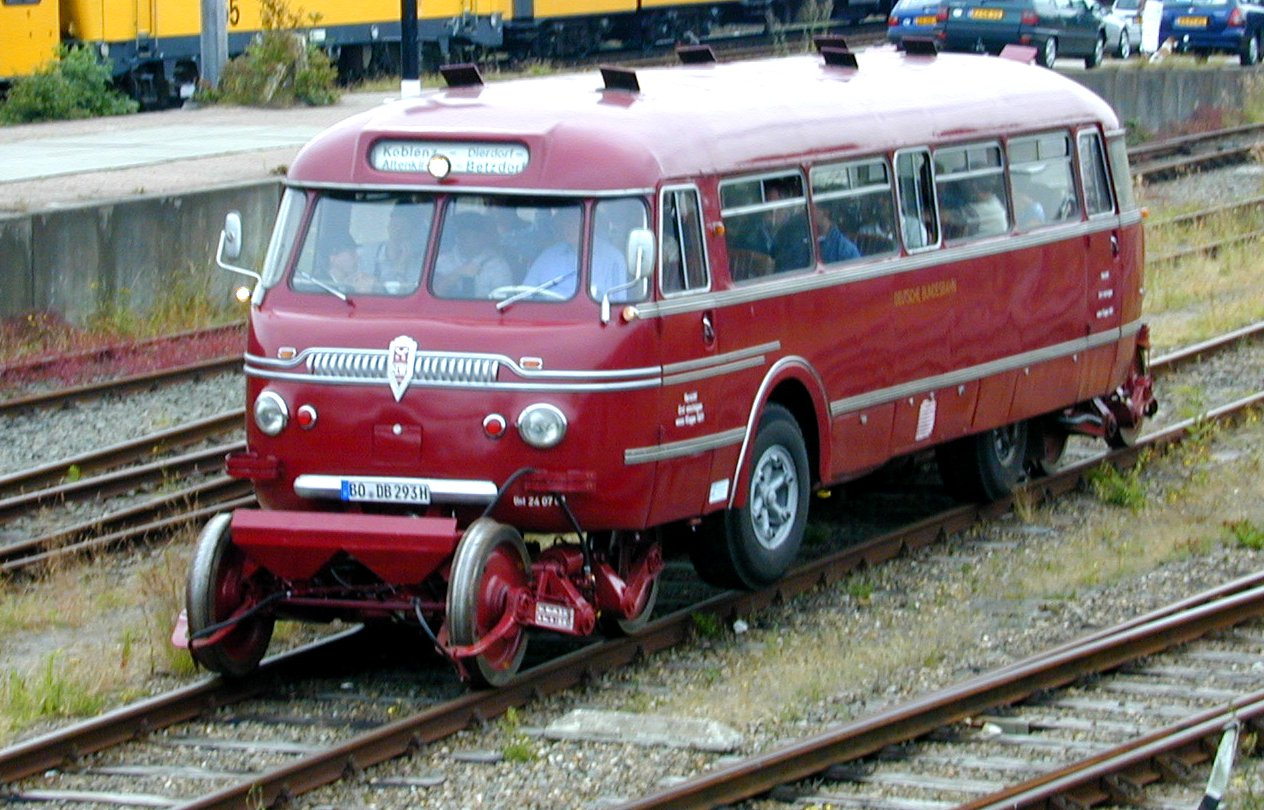
Le Schienen-Straßen-Bus, construit en 15 exemplaires de série pour la DB en 1952/53, pouvait rouler sur rails et sur la route.

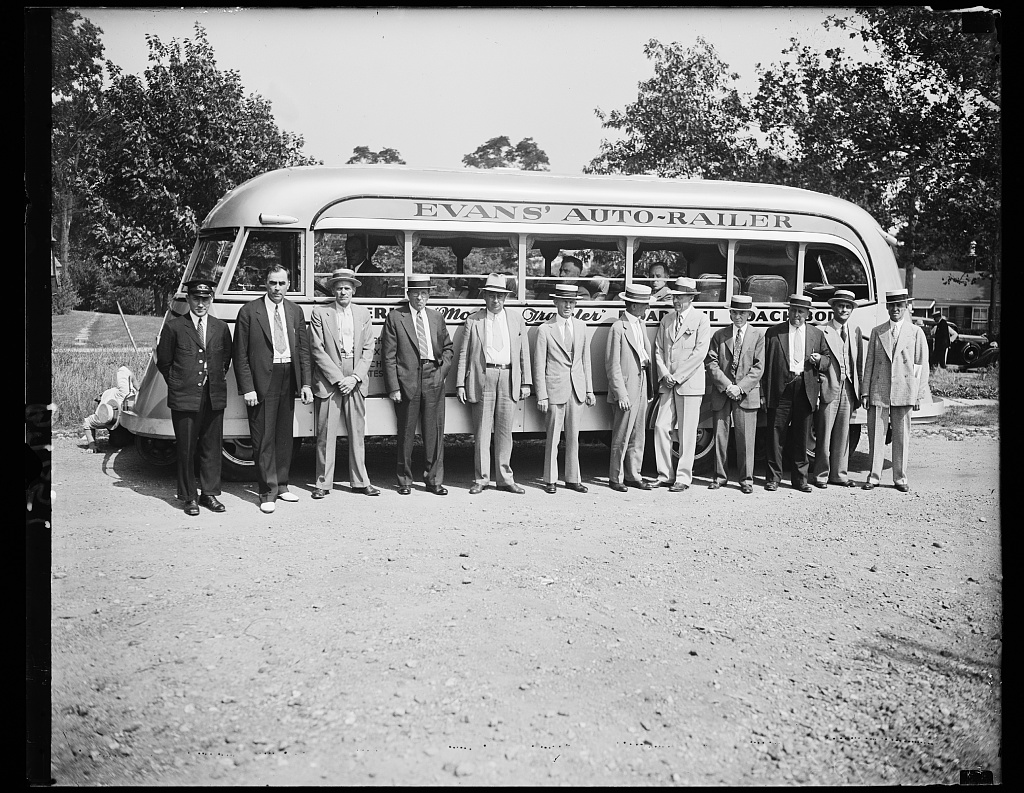
Streamline Bus and Car-Evans. Harris & Ewing Collection. 1935. Bibliothèque du Congrès. Evans Auto-Railer de Evans Products.

Un autobus rail-route ou autocar rail-route est un autobus ou autocar équipé d'essieux ferroviaires qui lui permettent de circuler sur route comme un autobus ou sur voie ferrée comme un véhicule ferroviaire. C'est un type particulier de véhicule rail-route. 

## Par Pays

### France
Au début des années 1940, l'ingénieur Talon a développé un système dans lequel un autobus pouvait fonctionner sur des rails et était capable de tirer un wagon. Au moins un de ces véhicules alimentés au gaz de bois a été utilisé à l'été 1943 sur la longue ligne de chemin de fer de 54 km de Carcassonne à Quillan.

### Japon

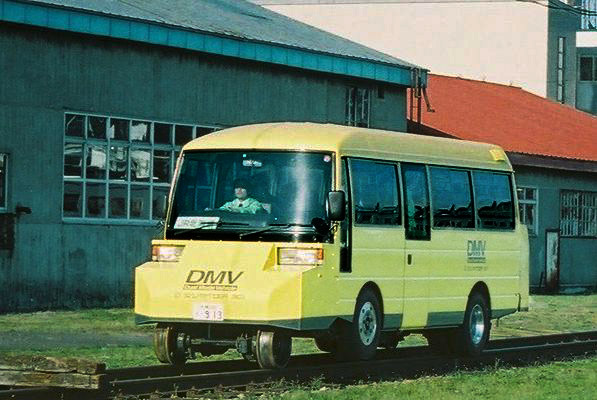
Véhicule bi-mode au Japon

Dans certaines régions lointaines, on a construit  des autocars sur rails improvisés, utilisant des autobus fabriqués pour le trafic routier adaptés au circulation ferroviaires. Au Japon, la Hokkaidō Japan Railway Company teste un véhicule bi-mode similaire au autocar sur rails.